# 2017年の日本公開映画
- 映画 > 映画の一覧 > 年度別日本公開映画 > 2017年の日本公開映画
- 映画 > 2017年の映画 > 2017年の日本公開映画

2017年の日本公開映画（2017ねんのにほんこうかいえいが）では、2017年（平成29年）1月1日から同年12月31日までに日本で商業公開された映画の一覧を記載。作品名の右の丸括弧内は製作国を示す。
記載の凡例については年度別日本公開映画#凡例を参照

## 作品一覧

### 1月
- 2日
  - 人生フルーツ（ 日本）[1]
- 6日
  - 傷物語III 冷血篇（ 日本）
  - ダーティ・グランパ （ アメリカ合衆国）
  - NERVE/ナーヴ 世界で一番危険なゲーム （ アメリカ合衆国）
- 7日
  - 僕らのごはんは明日で待ってる（ 日本）
  - アンダーワールド ブラッド・ウォーズ （ アメリカ合衆国）
  - 疾風スプリンター （ 香港・ 中国）
  - グースバンプス モンスターと秘密の書 （ アメリカ合衆国）
  - I AM YOUR FATHER/アイ・アム・ユア・ファーザー （ スペイン）
  - パシフィック・ウォー（ アメリカ合衆国）
- 13日
  - ネオン・デーモン（ フランス・ デンマーク・ アメリカ合衆国）
- 14日
  - 本能寺ホテル（ 日本）
  - 劇場版 動物戦隊ジュウオウジャーVSニンニンジャー 未来からのメッセージ from スーパー戦隊（ 日本）
  - 劇場版 新・ミナミの帝王（ 日本）
  - トマトのしずく（ 日本）
- 21日
  - ショコラ 〜君がいて、僕がいる〜 （ フランス）
  - アラビアの女王 愛と宿命の日々（ アメリカ合衆国）
  - ザ・コンサルタント（ アメリカ合衆国）
  - 沈黙 -サイレンス-（ アメリカ合衆国）
  - 新宿スワンII（ 日本）
  - 劇場版 黒執事 Book of the Atlantic（ 日本）
- 27日
  - マグニフィセント・セブン （ アメリカ合衆国）
  - ドクター・ストレンジ（ アメリカ合衆国）
  - スノーデン（ アメリカ合衆国）
  - イタズラなkiss THE MOVIE 2 〜キャンバス編〜 （ 日本）
- 28日
  - エゴン・シーレ 死と乙女（ オーストリア・ ルクセンブルク）
  - キセキ -あの日のソビト-（ 日本）
  - 劇場版 BiS誕生の詩（ 日本）[2]
  - 恋妻家宮本（ 日本）
  - 破門 ふたりのヤクビョーガミ（ 日本）
  - インビテーション（ アメリカ合衆国）

### 2月
- 3日
  - ミス・ペレグリンと奇妙なこどもたち（ アメリカ合衆国）
  - 虐殺器官（ 日本）
- 4日
  - 君と100回目の恋（ 日本）
  - LUPIN THE IIIRD 血煙の石川五ェ門（ 日本）
  - WHO KiLLED IDOL? SiS消滅の詩（ 日本）[3]
  - キックボクサー リジェネレーション（ アメリカ合衆国）
- 10日
  - マリアンヌ（ アメリカ合衆国）
  - 王様のためのホログラム（ アメリカ合衆国）
- 11日
  - 相棒 -劇場版IV- 首都クライシス 人質は50万人! 特命係 最後の決断（ 日本）
  - サバイバルファミリー（ 日本）
  - ママ、ごはんまだ?（ 日本）
  - たかが世界の終わり（ カナダ・ フランス）
  - ホワイトリリー（ 日本）
- 17日
  - セル（ アメリカ合衆国）
- 18日
  - 劇場版 ソードアート・オンライン -オーディナル・スケール-（ 日本）
  - ナイスガイズ! （ アメリカ合衆国）
  - ライク・ア・キラー 妻を殺したかった男 （ アメリカ合衆国）
  - 一週間フレンズ。（ 日本）
  - 天使のいる図書館（ 日本）
  - 愚行録（ 日本）
- 21日
  - バッドガイズ!!（ イギリス）
- 24日
  - ラ・ラ・ランド（ アメリカ合衆国）
  - トリプルX:再起動（ アメリカ合衆国）
- 25日
  - きょうのキラ君（ 日本）
  - クリミナル 2人の記憶を持つ男（ アメリカ合衆国）
  - 彼らが本気で編むときは、（ 日本）
  - 素晴らしきかな、人生（ アメリカ合衆国）
  - 百日告別（ 台湾）

### 3月
- 3日
  - アサシン クリード（ アメリカ合衆国・ フランス・ イギリス・ 香港）
  - We Are X（ イギリス）
  - お嬢さん（ 韓国）
  - ラビング 愛という名前のふたり（ イギリス・ アメリカ合衆国）
- 4日
  - アシュラ（ 韓国）
  - エイミー、エイミー、エイミー! こじらせシングルライフの抜け出し方（ アメリカ合衆国）
  - しゃぼん玉（ 日本）
  - ドラえもん のび太の南極カチコチ大冒険（ 日本）
  - ハルチカ（ 日本）
  - 劇場版プリパラ み～んなでかがやけ！キラリン☆スターライブ！（ 日本）
  - フレンチ・ラン（ フランス・ イギリス・ ルクセンブルク）
  - 汚れたミルク/あるセールスマンの告発（ インド・ フランス・ イギリス）
- 10日
  - 劇場版 しまじろうのわお!しまじろうと にじのオアシス（ 日本）
  - ボヤージュ・オブ・タイム（ アメリカ合衆国）
  - モアナと伝説の海（ アメリカ合衆国）
- 11日
  - 劇場版 ウルトラマンオーブ 絆の力、おかりします!（ 日本）
  - 劇場版総集編 オーバーロード 漆黒の英雄（ 日本）
  - 哭声/コクソン（ 韓国）
  - チア☆ダン〜女子高生がチアダンスで全米制覇しちゃったホントの話〜（ 日本）
- 17日
  - SING/シング（ アメリカ合衆国）
- 18日
  - 映画 プリキュアドリームスターズ!（ 日本）
  - 劇場版 黒子のバスケ LAST GAME（ 日本）
  - 3月のライオン 前編（ 日本）
  - ひるね姫 〜知らないワタシの物語〜（ 日本）
  - わたしは、ダニエル・ブレイク（ イギリス・ フランス）
- 24日
  - パッセンジャー（ アメリカ合衆国）
  - ひるなかの流星（ 日本）
- 25日
  - 仮面ライダー×スーパー戦隊 超スーパーヒーロー大戦（ 日本）
  - キングコング:髑髏島の巨神（ アメリカ合衆国）
  - サクラダリセット 前篇（ 日本）
  - PとJK（ 日本）
  - モン・ロワ 愛を巡るそれぞれの理由（ フランス）
- 31日
  - ジャッキー/ファーストレディ 最後の使命（ アメリカ合衆国・ チリ）
  - ムーンライト（ アメリカ合衆国）

### 4月
- 1日
  - 暗黒女子（ 日本）
  - 第3の愛（ 中国）
  - たゆたう（ 日本）
  - はじまりへの旅（ アメリカ合衆国）
  - ハードコア（ ロシア・ アメリカ合衆国）
  - はらはらなのか。（ 日本）
  - リトル京太の冒険（ 日本）
  - レゴバットマン ザ・ムービー（ アメリカ合衆国・ デンマーク）
- 7日
  - おそ松さん 春の全国大センバツ上映祭（ 日本）
  - ゴースト・イン・ザ・シェル（ アメリカ合衆国）
  - 夜は短し歩けよ乙女（ 日本）
  - LION/ライオン 〜25年目のただいま〜（ オーストラリア・ アメリカ合衆国・ イギリス）
- 8日
  - きかんしゃトーマス 走れ!世界のなかまたち（ カナダ）
  - 午後8時の訪問者（ ベルギー・ フランス）
  - 作家、本当のJ.T.リロイ（ アメリカ合衆国）
  - T2 トレインスポッティング（ アメリカ合衆国）
  - ねこあつめの家（ 日本）
  - バーフバリ 伝説誕生（ インド）
  - ブルーハーツが聴こえる（ 日本）
  - マイ ビューティフル ガーデン（ イギリス）
- 14日
  - グレートウォール（ 中国・ アメリカ合衆国）
  - パージ:大統領令（ アメリカ合衆国）
- 15日
  - クレヨンしんちゃん 襲来!!宇宙人シリリ（ 日本）
  - 恋とさよならとハワイ（ 日本）
  - 人生タクシー（イラン）
  - 名探偵コナン から紅の恋歌（ 日本）
  - ReLIFE リライフ（ 日本）
  - わすれな草（ ドイツ）
- 21日
  - バーニング・オーシャン（ アメリカ合衆国）
  - 美女と野獣（ アメリカ合衆国）
- 22日
  - イップ・マン 継承（ 香港・ 中国）
  - 3月のライオン 後編（ 日本）
  - シチリアの恋（ 中国）
  - スウィート17モンスター（ アメリカ合衆国）
  - 劇場版 Free!-Timeless Medley- 絆（ 日本）
  - 闇金リアルゲーム（ 日本）
- 28日
  - 映画かみさまみならい ヒミツのここたま 奇跡をおこせ♪テップルとドキドキここたま界（ 日本）
  - 映画たまごっち ヒミツのおとどけ大作戦!（ 日本）
  - ワイルド・スピード ICE BREAK（ アメリカ合衆国）
- 29日
  - 帝一の國（ 日本）
  - どうってことないさ（ イタリア）
  - 無限の住人（ 日本）
  - フリー・ファイヤー（ イギリス）
  - 僕とカミンスキーの旅（ ドイツ・ ベルギー）

### 5月
- 3日
  - ソゾポール ～救済の街～（ ブルガリア）
  - ラストコップ THE MOVIE（ 日本）
- 5日
  - カフェ・ソサエティ（ アメリカ合衆国）
  - ノー・エスケープ 自由への国境（ メキシコ・ フランス）
- 6日
  - 赤毛のアン（ カナダ）
  - ヴァンパイアナイト（ 日本）
  - 空と海のあいだ（ 日本）
  - 台北ストーリー（ 台湾）
  - 追憶（ 日本）
  - 劇場版 FAIRY TAIL -DRAGON CRY-（ 日本）
  - 八重子のハミング（ 日本）
- 12日
  - ガーディアンズ・オブ・ギャラクシー:リミックス（ アメリカ合衆国）
  - スプリット（ アメリカ合衆国）
  - パーソナル・ショッパー（ フランス）
- 13日
  - アムール、愛の法廷（ フランス）
  - サクラダリセット 後篇（ 日本）
  - ブレイブウィッチーズ ペテルブルグ大戦略（ 日本）
  - 潜入者（ イギリス）
  - バッド・バディ! 私と彼の暗殺デート（ アメリカ合衆国）
  - 破裏拳ポリマー（ 日本）
  - マンチェスター・バイ・ザ・シー（ アメリカ合衆国)
- 19日
  - あの日、兄貴が灯した光（ 韓国）
  - メッセージ（ アメリカ合衆国）
  - 夜明け告げるルーのうた（ 日本）
- 20日
  - オリーブの樹は呼んでいる（ スペイン）
  - 君のまなざし（ 日本）
  - たたら侍（ 日本）
  - 猫忍（ 日本）
  - ピーチガール（ 日本）
  - BLAME!（ 日本）
  - ポエトリーエンジェル（ 日本）
  - 皆はこう呼んだ、鋼鉄ジーグ（ イタリア）
  - 夜に生きる（ アメリカ合衆国）
- 26日
  - 美しい星（ 日本）
  - 光をくれた人（ アメリカ合衆国・ オーストラリア・ ニュージーランド）
- 27日
  - おじいちゃんはデブゴン（ 中国・ 香港）
  - 家族はつらいよ2 There Goes the Neighborhood（ 日本）
  - 聖ゾンビ女学院（ 日本）
  - ちょっと今から仕事やめてくる（ 日本）
  - バイオハザード: ヴェンデッタ（ 日本）
  - ハロルドとリリアン ハリウッド・ラブストーリー（ フランス）
  - 光（ 日本）

### 6月
- 1日
  - コスタリカの奇跡 ～積極的平和国家の作り方～（ アメリカ合衆国）
  - ゴールド/金塊の行方（ アメリカ合衆国）
  - LOGAN/ローガン（ アメリカ合衆国）
- 3日
  - 海辺のリア（ 日本）
  - 女流闘牌伝 aki アキ（ 日本）
  - 素敵な遺産相続（ アメリカ合衆国）
  - 20センチュリー・ウーマン（ アメリカ合衆国）
  - トモダチゲーム 劇場版（ 日本）
  - 花戦さ（ 日本）
  - ブラッド・ファーザー（ フランス）
  - ラプチャー 破裂（ アメリカ合衆国）
- 9日
  - 怪物はささやく（ アメリカ合衆国）
  - パトリオット・デイ（ アメリカ合衆国）
- 10日
  - アイム・ノット・シリアルキラー（ アメリカ合衆国）
  - ある決闘 セントヘレナの掟（ アメリカ合衆国）
  - KING OF PRISM -PRIDE the HERO-（ 日本）
  - コール・オブ・ヒーローズ/武勇伝（ 中国・ 香港）
  - セールスマン（ イラン・ フランス）
  - 22年目の告白 -私が殺人犯です-（ 日本）
  - 昼顔（ 日本）
- 16日
  - 映画 山田孝之3D（ 日本）
  - レイルロード・タイガー（ 中国）
- 17日
  - おとなの恋の測り方（ フランス）
  - キング・アーサー（ アメリカ合衆国・ イギリス・ オーストラリア）
  - こどもつかい（ 日本）
  - スペース・スクワッド　ギャバンVSデカレンジャー（ 日本）
  - 世界にひとつの金メダル（ フランス・ カナダ）
  - TAP THE LAST SHOW（ 日本）
  - ドッグ・イート・ドッグ（ アメリカ合衆国）
  - 劇場版 魔法科高校の劣等生 星を呼ぶ少女（ 日本）
  - リベンジ・リスト（ アメリカ合衆国）
- 23日
  - フィフティ・シェイズ・ダーカー（ アメリカ合衆国）
- 24日
  - ウィンター・ウォー 厳寒の攻防戦（ フィンランド）
  - 宇宙戦艦ヤマト2202 愛の戦士たち/第二章 発進篇（ 日本）
  - ジーサンズ はじめての強盗（ アメリカ合衆国）
  - ハクソー・リッジ（ アメリカ合衆国）
  - マローダーズ 襲撃者（ アメリカ合衆国）
- 30日
  - 兄に愛されすぎて困ってます（ 日本）

### 7月
- 1日
  - コンビニ・ウォーズ バイトJK VS ミニナチ軍団（ アメリカ合衆国）
  - しあわせな人生の選択（ スペイン・ アルゼンチン）
  - 忍びの国（ 日本）
  - それいけ!アンパンマン ブルブルの宝探し大冒険!（ 日本）
  - ディストピア パンドラの少女（ イギリス・ アメリカ合衆国）
  - 特別捜査 ある死刑囚の慟哭（ 韓国）
  - パイレーツ・オブ・カリビアン/最後の海賊（ アメリカ合衆国）
  - リヴォルト（ 南アフリカ共和国・ イギリス）
- 5日
  - 初恋とナポリタン（ 日本）
- 7日
  - ジョン・ウィック:チャプター2（ アメリカ合衆国）
  - ボンジュール、アン（ イギリス・ アメリカ合衆国）
- 8日
  - 帰ってきたバスジャック（ 日本）
  - バイバイマン（ アメリカ合衆国）
  - メアリと魔女の花（ 日本）
  - ライフ（ アメリカ合衆国・ イギリス）
- 14日
  - 銀魂（ 日本）
- 15日
  - 甘き人生（ イタリア・ フランス）
  - カーズ/クロスロード（ アメリカ合衆国）
  - 彼女の人生は間違いじゃない（ 日本）
  - 劇場版ポケットモンスター キミにきめた!（ 日本）
  - 人狼ゲーム マッドランド（ 日本）
  - 世界は今日から君のもの（ 日本）
  - ノーゲーム・ノーライフ・ゼロ（ 日本）
  - パワーレンジャー（ アメリカ合衆国）
- 16日
  - ウィンター・ドリーム 氷の黙示録（ アメリカ合衆国）
  - ウーナ（ イギリス・ アメリカ合衆国・ カナダ）
  - サイバー・リベンジャー（ アメリカ合衆国）
  - さよなら、ぼくのモンスター（ カナダ）
- 21日
  - 怪盗グルーのミニオン大脱走（ アメリカ合衆国）
  - 劇場版 生徒会役員共（ 日本）
  - コードネーム:ストラットン（ イギリス）
  - 茅ヶ崎物語 〜MY LITTLE HOMETOWN〜（ 日本）
  - ビニー/信じる男（ アメリカ合衆国）
- 22日
  - ウィッチ（ アメリカ合衆国）
  - 君はひとりじゃない（ ポーランド）
  - 心が叫びたがってるんだ。（ 日本）
  - ボン・ボヤージュ 〜家族旅行は大暴走〜（ フランス）
  - 魔法少女リリカルなのは Reflection（ 日本）
- 28日
  - 偽りの忠誠 ナチスが愛した女（ イギリス・ アメリカ合衆国）
  - 君の膵臓をたべたい（ 日本）
  - ザ・マミー/呪われた砂漠の王女（ アメリカ合衆国）
  - シークレット・オブ・ハロウィン（ オーストラリア）
- 29日
  - いぬごやのぼうけん（ 日本）
  - キッズ・イン・ラブ（ イギリス）
  - ライズ-ダルライザーTHE MOVIE（ 日本）
  - 東京喰種 トーキョーグール（ 日本）
  - ファウンダー ハンバーガー帝国のヒミツ （ アメリカ合衆国）
  - ブランカとギター弾き （ イタリア）
  - ブレンダンとケルズの秘密（ フランス・ ベルギー）
  - ワン・デイ 悲しみが消えるまで （ 韓国）

### 8月
- 4日
  - ジョジョの奇妙な冒険 ダイヤモンドは砕けない 第一章（ 日本）
  - トランスフォーマー/最後の騎士王（ アメリカ合衆国）
- 5日
  - 宇宙戦隊キュウレンジャー THE MOVIE ゲース・インダベーの逆襲（ 日本）
  - エブリシング （ アメリカ合衆国）
  - 劇場版 仮面ライダーエグゼイド トゥルー・エンディング（ 日本）
  - サイゴン・ボディガード（ 韓国）
  - 夜明けの祈り（ フランス・ ポーランド）
- 11日
  - 少女ファニーと運命の旅（ フランス・ ベルギー）
  - スパイダーマン:ホームカミング（ アメリカ合衆国）
  - ターミネーター2 3D（ アメリカ合衆国）
- 12日
  - 海底47m（ アメリカ合衆国・ イギリス）
  - ハイドリヒを撃て!「ナチの野獣」暗殺作戦（ イギリス・ アメリカ合衆国）
  - フェリシーと夢のトウシューズ（ フランス）
- 18日
  - 打ち上げ花火、下から見るか? 横から見るか?（ 日本）
- 19日
  - キングス・オブ・サマー （ アメリカ合衆国）
  - ダイバージェントFINAL（ アメリカ合衆国）
  - HiGH&LOW THE MOVIE 2 / END OF SKY（ 日本）
  - ベイビー・ドライバー（ イギリス・ アメリカ合衆国）
  - 「超」怖い話2（ 日本）
  - 血を吸う粘土（ 日本）
- 25日
  - エル ELLE（ フランス・ ベルギー・ ドイツ）
  - きみの声をとどけたい（ 日本）
  - ワンダーウーマン（ アメリカ合衆国）
- 26日
  - 映画監督外山文治短編作品集
    - 此の岸のこと（ 日本）
    - 春なれや（ 日本）
    - わさび（ 日本）

  - 幼な子われらに生まれ（ 日本）
  - 関ヶ原（ 日本）
  - ハイジ アルプスの物語（ スイス・ ドイツ）
  - パターソン（ アメリカ合衆国・ ドイツ・ フランス）
  - 劇場版Fate/kaleid liner プリズマ☆イリヤ 雪下の誓い（ 日本）
  - ボブという名の猫 幸せのハイタッチ（ イギリス）

### 9月
- 1日
  - ザ・ウォール（ アメリカ合衆国）
  - 新感染 ファイナル・エクスプレス（ 韓国）
  - スキップ・トレース（ アメリカ合衆国・ 中国・ 香港）
  - トリガール!（ 日本）
  - 二度めの夏、二度と会えない君（ 日本）
- 2日
  - 機動戦士ガンダム THE ORIGIN 激突 ルウム会戦（ 日本）
  - ギミー・デンジャー（ アメリカ合衆国）
  - セザンヌと過ごした時間（ フランス）
- 8日
  - 西遊記2～妖怪の逆襲～（ 中国・ 香港）
- 9日
  - アメイジング・ジャーニー 神の小屋より （ アメリカ合衆国）
  - 三度目の殺人（ 日本）
  - 散歩する侵略者（ 日本）
  - 三里塚のイカロス（ 日本）
  - ダンケルク（ イギリス・ アメリカ合衆国・ フランス・ オランダ）
- 15日
  - エイリアン: コヴェナント（ アメリカ合衆国・ イギリス）
  - オン・ザ・ミルキー・ロード（ セルビア・ イギリス）
- 16日
  - あさがくるまえに （ ベルギー・ フランス）
  - アフターマス （ アメリカ合衆国）
  - ヴィヴィアン武装ジェット（ 日本）
  - 奥田民生になりたいボーイと出会う男すべて狂わせるガール（ 日本）
  - 交響詩篇エウレカセブンハイエボリューション1（ 日本）
  - サーミの血（ スウェーデン・ デンマーク・ ノルウェー）
- 22日
  - あさひなぐ（ 日本）
  - スイス・アーミー・マン（ アメリカ合衆国）
  - スクランブル （ フランス・ アメリカ合衆国）
- 23日
  - ジュリーと恋と靴工場（ フランス）
  - チェイサー（ アメリカ合衆国）
  - ナミヤ雑貨店の奇蹟（ 日本）
  - ユーリ!!! on ICE（ 日本）
  - ユリゴコロ（ 日本）
- 29日
  - ドリーム （ アメリカ合衆国）
  - ハイキュー!! コンセプトの戦い（ 日本）
  - 僕のワンダフル・ライフ（ アメリカ合衆国）
- 30日
  - 亜人（ 日本）
  - 劇場版　其ノ灯、暮ラシ（ 日本）[4]
  - 劇場版 響け!ユーフォニアム〜届けたいメロディ〜（ 日本）
  - ブラッド・スローン（ アメリカ合衆国）
  - レゴ ニンジャゴー ザ・ムービー（ アメリカ合衆国・ デンマーク）

### 10月
- 6日
  - エルネスト（ 日本・ キューバ）
- 7日
  - あゝ、荒野 前篇（ 日本）
  - アウトレイジ 最終章（ 日本）
  - ナラタージュ（ 日本）
- 13日
  - アナベル 死霊人形の誕生（ アメリカ合衆国）
  - 猿の惑星: 聖戦記（ アメリカ合衆国）
  - 弱虫ペダル Re:GENERATION（ 日本）
- 14日
  - あなた、そこにいてくれますか（ 韓国）
  - 宇宙戦艦ヤマト2202 愛の戦士たち/第三章 純愛篇（ 日本）
  - 暗黒街（ イタリア・ フランス）
  - 恋と嘘（ 日本）
  - Fate/stay night [Heaven's Feel] 第一章「presage flower」（ 日本）
  - リングサイド・ストーリー（ 日本）
- 20日
  - アトミック・ブロンド（ アメリカ合衆国）
  - 女神の見えざる手（ アメリカ合衆国・ フランス）
- 21日
  - あゝ、荒野 後篇（ 日本）
  - クイーン 旅立つわたしのハネムーン（ インド）
  - コードギアス 反逆のルルーシュ I 興道（ 日本）
  - 斉木楠雄のΨ難（ 日本）
  - ソニータ（ スイス・ ドイツ・ イラン）
  - DCスーパーヒーローズvs鷹の爪団（ 日本）
  - バリー・シール/アメリカをはめた男（ アメリカ合衆国）
  - ミックス。（ 日本）
- 27日
  - ゲット・アウト（ アメリカ合衆国）
  - ブレードランナー 2049（ アメリカ合衆国）
- 28日
  - 映画 キラキラ☆プリキュアアラモード パリッと!想い出のミルフィーユ!（ 日本）
  - 彼女がその名を知らない鳥たち（ 日本）
  - 先生! 、、、好きになってもいいですか?（ 日本）
  - 星空（ 台湾・ 中国）
  - リュミエール!（ フランス）
  - リンキング・ラブ（ 日本）

### 11月
- 3日
  - IT/イット “それ”が見えたら、終わり。（ アメリカ合衆国）
  - ゴッホ 最期の手紙（ ポーランド・ イギリス・ アメリカ合衆国）
  - セントラル・インテリジェンス（ アメリカ合衆国）
  - 氷菓（ 日本）
  - マイティ・ソー バトルロイヤル（ アメリカ合衆国）
  - ラストレシピ〜麒麟の舌の記憶〜（ 日本）
- 4日
  - 劇場版シネマ狂想曲　名古屋映画館革命（ 日本）[5]
  - Dance with Devils -Fortuna-（ 日本）
- 5日
  - フェブラリィ -悪霊館-（ アメリカ合衆国・ カナダ）
- 10日
  - ザ・サークル（ アメリカ合衆国）
  - ジグソウ:ソウ・レガシー（ アメリカ合衆国）
  - BRAVE STORM ブレイブストーム（ 日本）
  - ホリデイ・イン（ アメリカ合衆国）
  - MASTER/マスター（ 韓国）
- 11日
  - 一礼して、キス（ 日本）
  - ご注文はうさぎですか?? ～Dear My Sister～（ 日本）
  - ザ・ボディガード（ アメリカ合衆国・ スペイン・ ドイツ）
  - 予兆 散歩する侵略者 劇場版（ 日本）
  - 写真甲子園 0.5秒の夏（ 日本）
  - ネルーダ 大いなる愛の逃亡者（ チリ・ アルゼンチン・ フランス・ スペイン）
  - HiGH&LOW THE MOVIE 3 / FINAL MISSION（ 日本）
  - 劇場版 はいからさんが通る 前編 〜紅緒、花の17歳〜（ 日本）
  - 密偵（ 韓国）
- 17日
  - GODZILLA 怪獣惑星（ 日本）
  - 不都合な真実2 放置された地球（ アメリカ合衆国）
- 18日
  - 悪魔祓い、聖なる儀式（ イタリア・ フランス）
  - KUBO/クボ 二本の弦の秘密（ アメリカ合衆国）
  - サムライせんせい（ 日本）
  - 泥棒役者（ 日本）
  - ローガン・ラッキー（ アメリカ合衆国）
- 20日
  - 私はゾンビと歩いた!（ アメリカ合衆国）[6]
- 23日
  - gifted/ギフテッド（ アメリカ合衆国）
  - ジャスティス・リーグ（ アメリカ合衆国）
  - 火花（ 日本）
- 25日
  - 最低。（ 日本）
  - ドクター・エクソシスト（ アメリカ合衆国）
  - 光（ 日本）
  - 覆面系ノイズ（ 日本）
  - 映画かいけつゾロリ ZZ（ダブルゼット）のひみつ（ 日本）

### 12月
- 1日
  - 探偵はBARにいる3（ 日本）
  - 鋼の錬金術師（ 日本）
  - パーティで女の子に話しかけるには（ イギリス・ アメリカ合衆国）
- 2日
  - COCOLORS（ 日本）
  - 吹く風は秋（ 日本）
  - ムーミン谷とウィンターワンダーランド（ アメリカ合衆国）
- 8日
  - オリエント急行殺人事件（ アメリカ合衆国）
  - 否定と肯定（ アメリカ合衆国）
- 9日
  - エンドレス/繰り返される悪夢（ 韓国）
  - 仮面ライダー平成ジェネレーションズ FINAL ビルド&エグゼイドwithレジェンドライダー（ 日本）
  - ガールズ&パンツァー最終章第1話（ 日本）
  - DESTINY 鎌倉ものがたり（ 日本）
- 15日
  - スター・ウォーズ/最後のジェダイ（ アメリカ合衆国）
  - ユダヤ人を救った動物園 〜アントニーナが愛した命〜（ イギリス・ アメリカ合衆国）
- 16日
  - 映画 妖怪ウォッチ シャドウサイド 鬼王の復活（ 日本）
  - オレの獲物はビンラディン（ アメリカ合衆国）
  - はじまりのボーイミーツガール（ フランス）
  - 8年越しの花嫁 奇跡の実話（ 日本）
  - 花筐/HANAGATAMI（ 日本）
  - Mr.Long/ミスター・ロン（ 日本・ 香港・ 台湾・ ドイツ）
  - ヒトラーに屈しなかった国王（ ノルウェー）
- 22日
  - カンフー・ヨガ（ 中国・ インド）
  - フラットライナーズ（ アメリカ合衆国）
- 23日
  - 勝手にふるえてろ（ 日本）
  - ダンシング・ベートーヴェン（ スイス・ スペイン）
  - 未成年だけどコドモじゃない（ 日本）
  - リベンジgirl（ 日本）
- 29日
  - オール・アイズ・オン・ミー（ アメリカ合衆国）
  - バーフバリ 王の凱旋（ インド）